# Matej Stare
Matej Stare (20 de febrer de 1978) és un ciclista eslovè, professional des del 2002 fins al 2010. Un cop retirat s'ha dedicat a la direcció esportiva.

## Palmarès
- 2001
  - Vencedor d'una etapa al Tour de Croàcia
- 2004
  - 1r a la Poreč Trophy
  - 1r al Gran Premi Šenčur
- 2006
  - 1r al Gran Premi Šenčur
  - Vencedor d'una etapa al The Paths of King Nikola
  - Vencedor d'una etapa a la Volta al Marroc
- 2007
  - 1r al Gran Premi Kranj i vencedor d'una etapa
  - Vencedor d'una etapa al The Paths of King Nikola
  - Vencedor d'una etapa a la Volta a Eslovàquia
- 2008
  - 1r a la Belgrad-Banja Luka II
  - 1r al Gran Premi Raiffeisen
  - Vencedor d'una etapa a la Volta a Cuba
- 2009
  - Vencedor d'una etapa al The Paths of King Nikola